# Differenciálhatóság

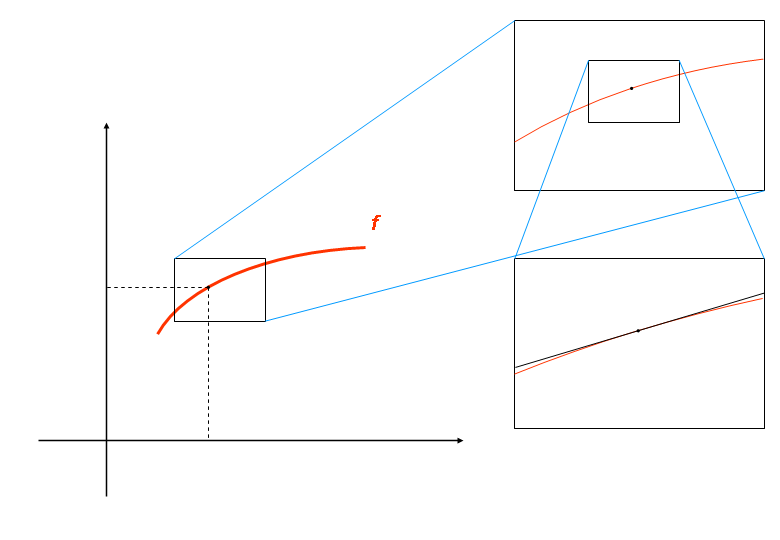
A differenciálható függvény egy pontjának akármilyen kis környezetében egyenessel közelíthető

A matematikában a differenciálhatóság a matematikai analízis egyik legalapvetőbb fogalma. Egy függvényt egy pontjában lényegében akkor nevezünk differenciálhatónak, ha ott jól közelíthető lineáris függvénnyel, azaz a függvény grafikonja abban a pontban tetszőlegesen választott hibahatáron belül nem különbözik egy egyenestől, a görbe érintőegyenesétől.
A differenciálhatóságnak azon folyamatok leírásában van fölülmúlhatatlan jelentősége, melyek nem diszkrét lépésekben változnak (mint a sakklépések), hanem pillanatról pillanatra folytonosan (mint a fizikai folyamatok). Nem véletlen, hogy a differenciálszámítást (Leibniz mellett) először Newton alkalmazta a mechanika törvényeinek felállításakor.

## Definíció
Legyen f a valós számok egy részhalmazán értelmezett, valós értékű függvény. Legyen a az f értelmezési tartományának egy olyan pontja, mely egyben az értelmezési tartomány torlódási pontja is (azaz akármilyen kis környezetében tartalmaz a-tól különböző értelmezési tartománybeli pontot).  Azt mondjuk, hogy f differenciálható az a pontban, ha létezik a 
{\displaystyle \lim \limits _{x\to a}{\frac {f(x)-f(a)}{x-a}}}
határérték és ez véges szám.
A fent említett véges határértéket az f függvény a pontbeli differenciálhányadosának vagy deriváltjának nevezzük és a következőképpen jelöljük:
{\displaystyle f'(a)\;}
Gyakori szóhasználat, hogy az {\displaystyle {\frac {f(x)-f(a)}{x-a}}} hányadost differenciahányadosnak vagy különbségi hányadosnak nevezik és az {\displaystyle f(x)-f(a)} különbséget {\displaystyle \Delta y}-nal, az {\displaystyle x-a} különbséget pedig {\displaystyle \Delta x}-szel jelölik. Ekkor a differenciahányados
{\displaystyle {\frac {\Delta y}{\Delta x}}}
és ennek határértéke, az y=f(x) függvény differenciálhányadosa, a Leibniz-féle jelölés szerint:
{\displaystyle {\frac {dy}{dx}}=\lim \limits _{\Delta x\to 0}{\frac {\Delta y}{\Delta x}}}
Innen a "differenciálhatóság" illetve "differenciálhányados" elnevezés. A leibnizi jelölés hátránya, hogy nehezen jelölhető, hogy a függvény értelmezési tartománya mely pontja beli deriváltról van szó. Ha ezt hangsúlyozni akarjuk, akkor a
{\displaystyle {\frac {df(a)}{dx}}} vagy a {\displaystyle \left.{\frac {df}{dx}}\right|_{x=a}}
jelöléseket használhatjuk.
A fizikában az idő szerinti deriváltat (Newton eredeti jelölését használva) ponttal jelölik. Például egy test p impulzusának idő szerinti deriváltja a t időpillanatban:
{\displaystyle {\dot {p}}(t)}

### Ekvivalens átfogalmazások
Legyen f valós-valós függvény, a az értelmezési tartományának egy belső pontja. Ekkor az alábbi három kijelentés egyenértékű:

#### A definíció
f differenciálható a-ban, azaz létezik és véges a következő határérték:

#### Differenciállal történő jellemzés
Létezik olyan Afa: R{\displaystyle \rightarrow } R; z{\displaystyle \mapsto }α{\displaystyle \cdot }z lineáris leképezés (α valós szám), hogy
(Vagyis az f függvény az a pontban elsőrendben érintkezik az x {\displaystyle \mapsto } f(a)+ α{\displaystyle \cdot }(x – a) lineáris függvénnyel.) Ekkor az Afa-t (folytonos) lineáris leképezést df(a)-val jelöljük és az f a-beli differenciáljának mondjuk.

#### Caratheodory-féle átfogalmazás
Létezik olyan Cfa, az f értelmezési tartományán értelmezett, a-ban folytonos függvény, hogy minden x-re az f értelmezési tartományából:

#### Lineáris közelítés hibatagjával felírt alak
Létezik olyan {\displaystyle \mathbf {A} _{a}^{f}:\mathbb {R} \rightarrow \mathbb {R} }; {\displaystyle z\mapsto \alpha \cdot z} lineáris leképezés ({\displaystyle \alpha } valós szám) illetve olyan ε, az f értelmezési tartományán értelmezett, a-ban folytonos függvény, mely az a-ban a 0 értéket veszi fel ({\displaystyle \varepsilon (a)=0} ) és minden x-re az f értelmezési tartományából:
Ha mindezek teljesülnek, akkor az {\displaystyle \mathbf {A} _{a}^{f}} és {\displaystyle C_{a}^{f}} függvények egyértelműek, valamint fennáll az 
{\displaystyle f'(a)=\mathbf {A} _{a}^{f}(1)=C_{a}^{f}(a)}
egyenlőség.
Megjegyzés. A Caratheodory-féle definíció lényegesen megkönnyíti a differenciálhatóság alapvető tulajdonságainak bizonyítását, a differenciál leképezéssel történő átfogalmazás pedig egyenes utat nyit a differenciálhatóság (egyfajta) többdimenziós általánosítása irányába.

## A differenciálhatóság geometriai jellemzése

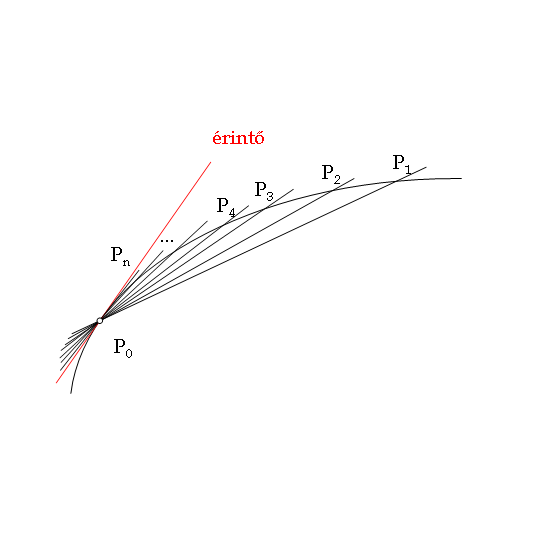
A differenciálható függvény görbéjének egy pontjából kiinduló szelőknek van határhelyzete, amit érintőnek nevezünk. A koordináta-rendszerben a görbéhez húzott érintőegyenes meredeksége adja a deriváltat.

A differenciálhatóság szoros kapcsolatban van a függvénygörbe egy adott pontjához húzott érintőjével. Az érintő létezése és az érintőegyenes egyenletének felírása tulajdonképpen nem más mint a differenciálhatóság és a differenciálás.
A görbe egy adott P0 pontjából a görbe P0-hoz közeli pontjaihoz szelőket rajzolunk. Ha szelők másik végpontját közelítjük P0-hoz és azt tapasztaljuk, hogy ezek iránya egyetlen irányhoz, egy határhelyzethez tart, akkor azt mondhatjuk, hogy a függvénynek van érintője, és az érintőegyenest ekként a határegyenesként értelmezhetjük.
Ha mindezt koordináta-rendszerben ábrázoljuk, akkor az érintőegyenes 
{\displaystyle y=m(x-x_{0})+y_{0}\;}
vagy 
{\displaystyle m={\frac {y-y_{0}}{x-x_{0}}}}
egyenletében (x0 és y0 a P0 pont koordinátái, vagyis f(x0)=y0, az utóbbi egyenletben x=x0 esetén y=y0) az m meredekség éppen a függvény x0-beli deriváltja lesz:
{\displaystyle m=f'(x_{0})\,}
Ugyanis a szelőegyenesek meredekségei (az egyenes egyenletének fenti második alakjában felírva):
{\displaystyle m={\frac {f(x_{n})-f(x_{0})}{x_{n}-x_{0}}}={\frac {y-f(x_{0})}{x-x_{0}}}}
ahol az (xn,f(xn)) pont a szelő P0-tól különböző, görbére eső pontjának koordinátái. A szelőegyenesek határhelyzete tehát 
{\displaystyle \lim \limits _{x_{n}\to x_{0}}{\frac {f(x_{n})-f(x_{0})}{x_{n}-x_{0}}}}
azaz a derivált.

## A differenciálhatóság nemsztenderd jellemzése

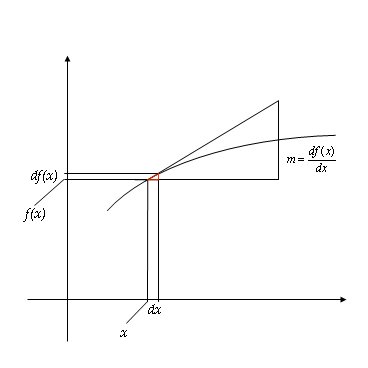
A nemsztenderd analízis didaktikailag előnyösebb tárgyalásmódban, végtelen kis mennyiségeken keresztül fogalmazza meg a differenciálhatóságot. Hátránya, hogy a "végtelen kis szám" fogalma csak komoly modellelméleti apparátus felvonultatása után válik pontos matematikai fogalommá.

A XIX. század második felében Cauchy és Weierstrass munkássága nyomán a "végtelen kis mennyiség" addig bevett módon történő használata visszaszorult, pedig addig az analízist szinte kizárólag ilyen mennyiségekkel történő számítások segítségével művelték. Később Skolem bizonyított egy tételt, miszerint a Peano-axiómáknak nem csak a szokásos, úgynevezett sztenderd, halmazelméleti N halmaz a modellje, hanem van a természetes számok halmazánál nagyobb számosságú *N halmaz is, mely teljesíti ezeket az axiómákat, az ilyen nem szándékolt modelleket nevezik nemsztenderd modelleknek. Ezt felhasználva Robinson a 60-as években kidolgozta a matematikai analízis nemsztenderd tárgyalásmódját, mely legitimizálta az analízis hőskorában használt "infinitezimális mennyiség" kifejezést. Ezek a valós számok R halmaza *R bővítésének  olyan pozitív elemei, melyek némelyike minden sztenderd pozitív számnál kisebb – vagyis végtelen kicsiny mennyiségek. 
Lásd még: nemsztenderd analízis.
Tétel. – Legyen f valós-valós függvény, x az értelmezési tartományának egy belső pontja.
f akkor és csak akkor differenciálható (sztenderd értelmeben) az x pontban, ha létezik olyan c (sztenderd) valós szám, hogy tetszőleges dx végtelenül kicsiny mennyiségre:
{\displaystyle {\frac {f(x+dx)-f(x)}{dx}}\cong c}
ahol {\displaystyle \cong } azt jelenti, hogy a bal és jobb oldal különbsége legfeljebb csak egy végtelenül kicsiny szám. Ekkor c a függvény x pontbeli deriváltja.
Az f(x+dx) – f(x) különbséget, vagyis a függvény megváltozását, mely a független változó végtelen kis dx megváltozása során keletkezik, df(x)-szel jelölik és a függvény (régi értelemben vagy nemsztenderd értelemben vett) differenciáljának nevezik. A függvény érintőjének meredekségét ekkor közvetlenül a függő és a független változó növekményének hányadosa adja (df(x)/dx), amennyiben a független változó megváltozása (dx) végtelen kicsiny. Tehát a differenciálhányados ebben az esetben nem csak egy összetett szimbólum, hanem ténylegesen két szám hányadosát jelölő tört.
A nemsztenderd szemlélet lényegesen megkönnyíti a differenciálszámítás értő elsajátítását azok számára, akik nem kívánnak hivatásszerűen matematikával foglalkozni. A matematika tudományán belül azonban csak a modern halmazelméleti modellelmélet egy érdekes alkalmazása.